# سرفينات
السرفينات (الاسم العلمي: Syrphoidea) هي فوق فصيلة من الحشرات يتبع رتيبة قصيرات القرن من رتبة ذوات الجناحين.

## التصنيف
- فوق فصيلة السرفينات
  - فصيلة السرفات
    - جنس عقنفصة
    - أسرة السرفاوات
      - قبيلة السرفاوية
        - جنس السرفة

      - قبيلة المتقوساوية
        - جنس المتقوسة